# Göran Mörner
Karl Göran Axelsson Mörner, född 3 juni 1908 i Danderyds församling, Stockholms län, död 1 januari 1972 i Turinge församling i Stockholms län, var en svensk greve och byrådirektör.

## Biografi
Göran Mörner var son till landshövdingen, greve Axel Mörner och friherrinnan Stina Djurklou. Efter studentexamen i Halmstad 1926 följde akademiska studier. Han blev juris kandidat vid Uppsala universitet 1933 och gjorde sin tingstjänstgöring 1933–1936. Mörner tjänstgjorde vid Svea hovrätt 1936–1937 och kom till Patent- och registreringsverket (PRV) 1937. Han blev amanuens där 1939, extra ordinarie notarie 1941, byråsekreterare 1945 efter att ha varit tillförordnad i ett år samt byrådirektör från 1947. Han ägde AB Grisco (holdingbolag) från 1946.
Mörner var bedrev också konstnärlig verksamhet: skulpturer med objets trouvées, han hade utställningar på Färg och Form 1956 samt 1958 och 1956 medverkade han i Halmstadsgruppens utställning i Lidköping. Han författade Materiallicenser och kvoteringar (1950). Han hade M:s förtjänsttecken.
År 1938 gifte han sig med Gertrud Nissvandt (1900–1983), dotter till direkören Vilhelm Anstrin och Anna-Lisa Lindberg (omgift Nissvandt) samt halvsyster till Karin Bernadotte och änka efter Birger Mörner.